# 藤村富美男
藤村富美男（1916年8月14日—1992年5月28日）為日本的棒球選手，出生於廣島縣吳市。他曾效力於日本職棒阪神虎等隊伍，於1958年退休，生涯通算224支全壘打。